# 蕭際韶
蕭際韶（?—?），字玉亭，安徽省合肥縣人。清朝官員。
蕭際韶於乾隆三十四年（1769年）中式己丑科二甲第四名進士。選翰林院庶吉士，散館授編修，官至禮科給事中。